# Marguerite I xứ Anjou
Marguerite I xứ Anjou (tiếng Pháp: Marguerite d'Anjou; 1272 – 31 tháng 12 năm 1299) là Nữ Bá tước của Anjou và Maine với tư cách thừa kế và là Bá tước phu nhân xứ Valois, Alençon và Perche thông qua hôn nhân. Cha của Marguarite là Vua Charles II của Napoli, chồng bà là Charles, Bá tước xứ Valois (con trai thứ ba của Vua Philippe III của Pháp). Bà là chị gái của Louis xứ Toulouse; cháu trai của bà là Vua Károly I của Hungary.

## Tiểu sử
Marguerite là con gái của Charles II xứ Anjou và vương nữ Maria của Hungary, con gái của vua István V của Hungary. Cha bà đã nhượng lại cho chồng bà là Charles xứ Valois các lãnh địa Anjou và Maine làm của hồi môn cho bà. Bà kết hôn với Charles xứ Valois, con trai của Philippe III của Pháp tại Corbeilles vào ngày 16 tháng 8 năm 1290. Họ có những người con:
- Isabelle (1292–1309), kết hôn Jean III, Công tước xứ Bretagne.
- Philippe VI của Pháp (c. 1293 - 1350)[2]
- Jeanne xứ Valois[3]
- Marguarite xứ Valois (1295–1342)
- Charles II, Bá tước xứ Alençon (1297-1346)

Những tước hiệu của bà đều được thừa kế bởi người con trai cả là vua Philippe VI của Pháp.